# Rostnackad trögfågel
Rostnackad trögfågel (Malacoptila semicincta) är en fågel i familjen trögfåglar inom ordningen jakamar- och trögfåglar.

## Utbredning och systematik
Fågeln förekommer i fuktiga låglänta områden i sydöstra Peru, västligaste Brasilien och nordvästra Bolivia. Den behandlas som monotypisk, det vill säga att den inte delas in i några underarter.

## Status
IUCN kategoriserar arten som livskraftig.